# Éric V Ringsson
Eric V Ringsson de Suède co-roi de Suède vers 950.
Fils et successeur du roi Hring il règne conjointement avec son frère Emund Ringsson. Ces rois sont seulement mentionnés  par Adam de Brême. 
Il est le père d'Emund II Ericsson.